# Anillo unitario
En matemática, un anillo {\displaystyle (R,+,\cdot )} (no necesariamente conmutativo) es anillo unitario, o anillo unital, o anillo con unidad si existe un elemento en {\displaystyle R}, diferente del neutro para la suma, que es elemento neutro para la operación producto ("·") del anillo, razón por la cual a dicho elemento se le denomina elemento unidad y se le representa por "1". A un anillo unitario se le suele representar como una cuaterna, en la que los primeros tres elementos representan al anillo (el conjunto, la operación respecto de la cual es grupo abeliano, y la otra operación que es distributiva respecto de la primera) y el cuarto representa al elemento unidad. En nuestro caso sería {\displaystyle (R,+,\cdot ,1)}.

## Ejemplos
1. Sea Z el conjunto de todos los números enteros: positivos, negativos y cero, con las operaciones usuales de adición y multiplicación. Z es un anillo conmutativo con elemento unitario, precisamente el 1.
2. Sea T el conjunto de todos los enteros múltiplos de tres, con las operaciones de adición y multiplicación comunes. T es un anillo conmutativo, sin elemento unitario.

1. Sea M[2] el conjunto de las matrices cuadradas de orden 2, bajo las operaciones de adición y multiplicación de matrices. M[2] es un anillo no conmutativo con elemento unitario  , precisamente, la matriz identidad I.

## Propiedades
En un anillo unitario existen:
1. Elementos invertibles por la izquierda: un elemento {\displaystyle x} del anillo es invertible por la izquierda (también se dice que x es una unidad por la izquierda del anillo, no confundir con el elemento unidad) si existe un elemento {\displaystyle y\in R} de manera que {\displaystyle y\cdot x=1}.
2. Elementos invertibles por la derecha: un elemento {\displaystyle x} del anillo es invertible por la derecha (también se dice que x es una unidad por la derecha del anillo, no confundir con el elemento unidad) si existe un elemento {\displaystyle z\in R} de manera que {\displaystyle x\cdot z=1}.
3. Elementos invertibles: un elemento {\displaystyle x} del anillo es invertible si es invertible (también se dice que x es una unidad del anillo, no confundir con el elemento unidad) por la derecha e invertible por la izquierda.

El elemento unidad de un anillo es invertible, luego es invertible por la izquierda e invertible por la derecha. Al conjunto de elementos invertibles de un anillo unitario R se le denota por U(R).
Si en un anillo unitario tomamos un ideal (por la izquierda, por la derecha o bilátero) y hay un elemento invertible que pertenece al ideal, entonces el ideal coincide con el anillo. En particular, en un anillo unitario, el elemento unidad 1 nunca pertenece a los ideales propios.
Una importante propiedad de los anillos unitarios es que en todo anillo unitario existen ideales maximales, es decir, ideales (biláteros) propios en el anillo de manera que no existe otro ideal (bilátero) propio que lo contenga.
Los anillos unitarios son los anillos sobre los que se construyen los módulos.

## Homomorfismo de anillos unitarios
Un homomorfismo de anillos unitarios es una aplicación {\displaystyle f:R\longrightarrow S} entre los anillos unitarios {\displaystyle (R,+,\cdot ,1_{R})} y {\displaystyle (S,+,\cdot ,1_{S})} tal que verifica que es homomorfismo de anillos (esto es, si {\displaystyle a,b\in R} entonces {\displaystyle f(a+b)=f(a)+f(b)} y {\displaystyle f(a\cdot b)=f(a)\cdot f(b)}) y que la imagen del elemento unidad es el elemento unidad (es decir, {\displaystyle f(1_{R})=1_{S}}).
Si establecemos un homomorfismo de anillos {\displaystyle f:R\longrightarrow S} entre un anillo unitario {\displaystyle (R,+,\cdot ,1)} y un anillo {\displaystyle (S,+,\cdot )}, entonces ha de ocurrir que {\displaystyle f(1)=f(1\cdot 1)=f(1)\cdot f(1)=(f(1))^{2}}, con lo cual la imagen del elemento unidad ha de ser un idempotente.